# Motuareronui / Adele Island
Motuareronui / Adele Island ist eine Insel in der  Tasman Bay / Te Tai-o-Aorere auf der Südinsel von Neuseeland.

## Geographie
Die 95,8 ha große Insel befindet sich im westlichen Teil der Tasman Bay / Te Tai-o-Aorere, rund 12 km nördlich von Motueka. Vom Festland, dass sich beim Yellow Point Motuareronui / Adele Island bis auf rund 750 m nähert, wird die Insel durch die Wässer der Astrolabe Roadstead getrennt. Die höchste Erhebung der Insel, die eine Länge von rund 1,56 km in Südwest-Nord-Ost-Richtung und eine maximale Breite von 970 m in Ost-West-Richtung aufweist, befindet sich mit einer Höhe von 119 m im westlichen Teil.
Rund 700 m südsüdwestlich befindet sich die kleine Insel Fisherman Island.
Die Insel ist Teil des Abel Tasman National Park und ist komplett bewaldet.